# ظفر إقبال
ظفر إقبال (بالإنجليزية: Zafar Iqbal) هو منافس ألعاب قوى باكستاني، ولد في 10 أبريل 1982.

## وصلات خارجية
- ظفر إقبال على موقع أرشيف الشارخ.
- ظفر إقبال على موقع الاتحاد الدولي لألعاب القوى (الإنجليزية)